# Herbert Grönemeyer

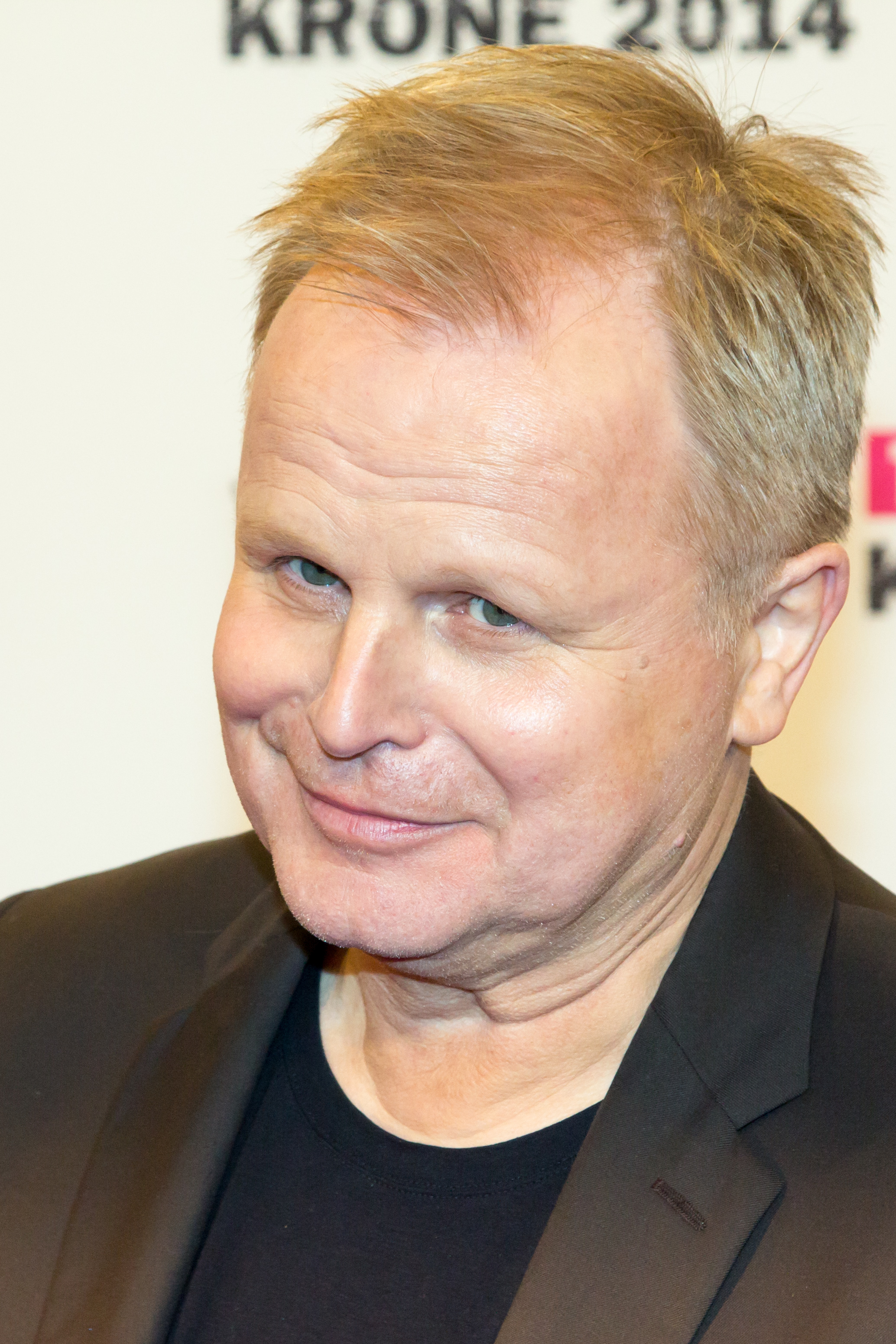
Herbert Grönemeyer (2014)

Herbert Arthur Wiglev Clamor Grönemeyer (* 12. April 1956 in Göttingen) ist ein deutscher Musiker, Musikproduzent, Sänger, Komponist, Texter und Schauspieler.
Als Schauspieler wurde er 1981 einem breiten Publikum durch die Rolle des Leutnant Werner im Kinofilm Das Boot bekannt. Der musikalische Durchbruch gelang ihm 1984 mit seinem fünften Studioalbum 4630 Bochum. Seitdem platzierten sich bis 2018 alle seine deutschsprachigen Studioalben auf Platz eins der deutschen Albumcharts. Sein Album Mensch (2002) verkaufte sich  3,6 Millionen Mal, davon 3,15 Millionen Mal in Deutschland, und ist damit das zweitmeistverkaufte Musikalbum in Deutschland. Mit über 19,7 Millionen im Inland verkauften Tonträgern ist Grönemeyer der kommerziell zweiterfolgreichste zeitgenössische Musiker in Deutschland hinter dem britischen  Musiker Ed Sheeran.

## Leben

### Herkunft und Ausbildung
Als Herbert Grönemeyer als jüngstes Kind der Familie geboren wurde, wohnten seine Eltern in Clausthal-Zellerfeld. Da seine Mutter für die Geburt Spezialisten konsultieren musste, kam er nicht in Clausthal-Zellerfeld, sondern in Göttingen zur Welt. Seine aus einer deutschbaltischen Arztfamilie stammende Mutter Hella-Carin, geb. von Hunnius (1926–2019), war Krankenschwester und eine Nachfahrin des Mediziners Carl Abraham Hunnius; sein Vater, der Bergbauingenieur Wilhelm Grönemeyer (1916–2003), stammte aus Ibbenbüren in Westfalen. Grönemeyer hat zwei ältere Brüder: Dietrich (* 1952), der als Arzt, Wissenschaftler und Autor bekannt ist, und Wilhelm Grönemeyer (1954–1998).
Als er etwa ein Jahr alt war, zogen seine Eltern mit ihm von Clausthal-Zellerfeld nach Bochum, wo er aufwuchs. Dank seiner Familie mütterlicherseits kam er in Kontakt mit Musik und erhielt, wie schon zuvor seine Brüder, mit acht Jahren Klavierunterricht. Rückblickend beschreibt er seine Erziehung folgendermaßen: „Ich denke, ich bin zwischen Liebe, musischer Zuneigung und ziemlicher Strenge groß geworden.“ Im Alter von 14 Jahren wurde er konfirmiert.
In Bochum besuchte er das humanistische Gymnasium am Ostring und engagierte sich unter anderem im Schulchor. An der Schule lernte er auch den späteren Schauspieler Claude-Oliver Rudolph kennen. Zusammen mit Rudolph verdiente Grönemeyer beim Schauspielhaus Bochum als Pianist sein erstes Geld, wo er auch als musikalischer Leiter fungierte, während sein Freund als Schauspieler arbeitete. Nach seinem Abitur 1975 begann er mit dem Studium der Musik- und der Rechtswissenschaften an der Ruhr-Universität in Bochum. Er blieb 23 Semester eingeschrieben, wovon er aber nur sechs Semester aktiv studierte.

### Privates
1978 lernte Grönemeyer während der Dreharbeiten zu Jürgen Flimms Fernsehdrama Uns reicht das nicht die Schauspielerin Anna Henkel (1953–1998) kennen und lebte seitdem mit ihr zusammen. Am 20. Januar 1993 heiratete er seine langjährige Lebensgefährtin. Aus dieser Verbindung stammen zwei Kinder (* 1987 und 1989). Die Familie lebte viele Jahre in Berlin; ab 1998 in London, wo seine Frau im November starb. Mit dem Tod seines Bruders Wilhelm am 1. November 1998 und seiner Frau Anna am 5. November 1998 trafen Grönemeyer zwei schwere Schicksalsschläge. Grönemeyer benötigte über ein Jahr, um wieder künstlerisch tätig zu sein. Seiner ersten Frau widmete er später das Lied Der Weg auf dem Album Mensch (2002). Seit Mai 2016 ist er in zweiter Ehe mit Josefine Cox verheiratet. 2019 wurde er erneut Vater.
Seit 1993 besitzt Grönemeyer ein Haus in Berlin-Zehlendorf, das er zwischen 1998 und 2007 nicht bewohnte. Ab 1998 lebte er in London; bis November des Jahres 1998 gemeinsam mit seiner Frau Anna. Seit 2007 wohnt er wieder in Berlin.

## Karriere

### 1974–1983: Künstlerische Anfänge
Unter der Intendanz von Peter Zadek kam Grönemeyer als Sänger der Bo-Band am Bochumer Schauspielhaus erstmals als Darsteller in Kontakt mit dem Theaterleben. Später wirkte er dort als Korrepetitor und fertigte 1974 erste Kompositionen. Seine Entdeckung als Schauspieler verdankt er Joachim Preen, der ihn für das Stück John, George, Paul, Ringo and Bert von William Martin Russell erstmals auf die Bühne brachte.
Im Jahr 1976 wurde Grönemeyer musikalischer Leiter am Schauspielhaus Bochum und spielte dort weitere Theaterrollen wie Till Eulenspiegel, den Prinzen Orlofsky in Johann Strauss’ Die Fledermaus und den Melchior in Frank Wedekinds Frühlings Erwachen. Dort arbeitete er auch mit der Choreografin Pina Bausch. Zadek arbeitete auch außerhalb Bochums mit Grönemeyer, z. B. in Hamburg in Wintermärchen.
Obwohl Grönemeyer nie eine Schauspielschule besuchte, spielte er in einigen Fernsehfilmen mit. Die Schauspielkarriere wurde 1977 mit einer Rolle im Stück Die Geisel vorangetrieben, von der es eine Fernsehinszenierung gab. In Jürgen Flimms Fernsehdrama Uns reicht das nicht spielte Grönemeyer 1978 die Hauptrolle des Schlosserlehrlings Gerd an der Seite von Uwe Ochsenknecht und Anna Henkel, die später seine Frau wurde. Im darauffolgenden Jahr wurde seine erste Platte mit Dieter Flimms Jazzrock-Gruppe „Ocean Orchestra“ (teilweise die Musik zu diesem Film) mit Grönemeyer als Leadsänger veröffentlicht.
1979 wirkte er als Schauspieler in dem Fernsehfilm Zuhaus unter Fremden für die ARD mit. Im selben Jahr arbeitete er unter Schauspieldirektor Claus Peymann einige Monate als musikalischer Leiter am Württembergischen Staatstheater in Stuttgart. Am Schauspielhaus Köln gab er den Lorenzo in Der Kaufmann von Venedig. Sein Solo-Debütalbum Grönemeyer erhielt die „Goldene Zitrone“ für das hässlichste Cover des Jahres. Aus diesem Album koppelte er mit dem Lied Pompeji, das den Ausbruch des Vesuvs im Jahr 79 n. Chr. thematisiert, auch seine erste Single aus. Sein zweites Studioalbum Zwo von 1981 war ebenfalls kein kommerzieller Erfolg.
In Wolfgang Petersens Film Das Boot (nach dem Roman von Lothar-Günther Buchheim) trat Grönemeyer 1981 an der Seite von Schauspielern wie Jürgen Prochnow, Klaus Wennemann, Martin Semmelrogge, Jan Fedder, Heinz Hoenig, Claude-Oliver Rudolph, Sky du Mont und Uwe Ochsenknecht als Leutnant Werner auf, wodurch er einem breiten Publikum bekannt wurde.
Für die deutsch-deutsche Co-Produktion des Peter-Schamoni-Films Frühlingssinfonie, in der er Robert Schumann verkörperte – neben Nastassja Kinski als Clara Wieck und Rolf Hoppe als Friedrich Wieck –, lebte Grönemeyer 1983 ein halbes Jahr in Leipzig. Dieser Film war die erste westdeutsche Produktion, die in der DDR an Originalschauplätzen gedreht werden konnte.
Grönemeyer konzentrierte sich zunehmend auf seine Musik. Für die nächsten Alben schrieb er die Lieder Anna und Musik nur, wenn sie laut ist. Sein Klassiker Currywurst entstand ebenfalls in dieser Zeit (siehe auch Bratwursthaus), stammt allerdings aus der Feder von Diether Krebs, Jürgen Triebel und Horst-Herbert Krause. Auf einer Tournee wurden zahlreiche Konzerte mangels Interesse abgesagt. Die in Zusammenarbeit mit Otto Draeger und Edo Zanki entstandenen Alben waren kommerziell so wenig erfolgreich, dass die Intercord Ton GmbH nach dem im Jahr 1983 veröffentlichten Album Gemischte Gefühle den Vertrag kündigte.

### 1984–1991: Musikalischer Durchbruch mit4630 Bochumund weitere Erfolge

Cover der LP 4630 Bochum aus dem Jahr 1984

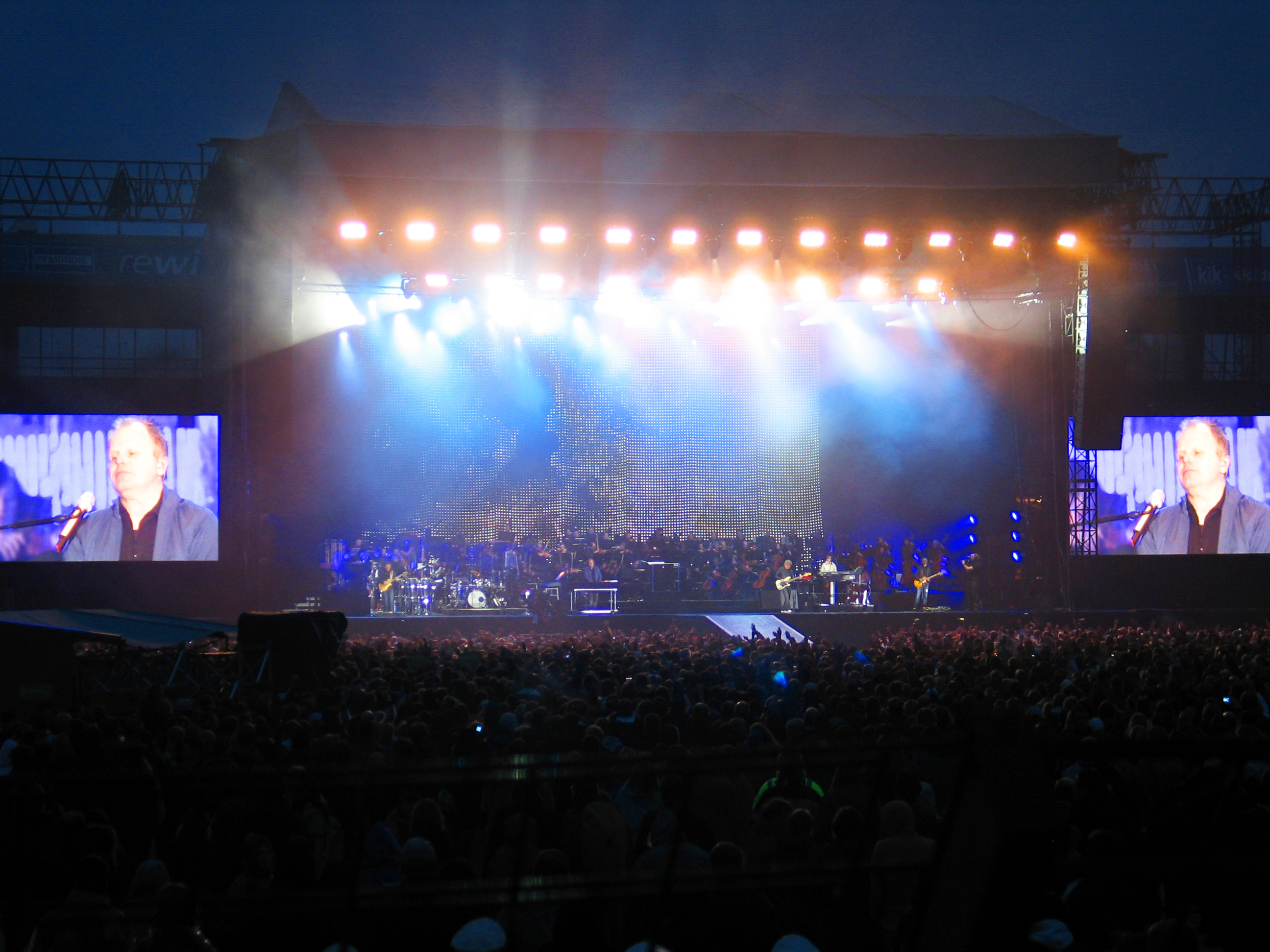
Konzert Herbert Grönemeyers im Juni 2009 in Bochum

Nach dem Wechsel zur EMI stellte sich mit dem am 11. Mai 1984 als Vinyl-LP erschienenen fünften Studioalbum 4630 Bochum, vor allem nach einem Konzertmitschnitt für die WDR-Reihe Rockpalast am 16. November 1984, der große Erfolg im Musikgeschäft ein. Das Album (Bild), dessen Titel sich auf die damalige Postleitzahl der Stadt bezieht, hielt sich 79 Wochen in den Top 100 der Hitparade und war das erfolgreichste Album des Jahres in Deutschland 1984. Vor allem die Singleauskopplung Männer machte den Künstler in ganz Deutschland bekannt. Daneben wurde der Titelsong Bochum, der selbst zunächst nicht als Singleauskopplung erschien, zur inoffiziellen Hymne der Stadt, die mittlerweile – neben der Vereinshymne – kurz vor jedem Spiel des VfL Bochum im heimischen Stadion zu hören ist. Die Ballade Flugzeuge im Bauch entwickelte sich zu einem Klassiker deutschsprachiger Rock- und Popmusik. Auch der Titel Mambo, der die Geschichte über einen Autofahrer, der verzweifelt einen Parkplatz sucht auf dem Weg zu seiner Frau, erzählt, wurde zu einem Radiohit.
1985 spielte Grönemeyer an der Seite von Julie Christie, Burt Lancaster und Bruno Ganz im Deutz-Film Väter und Söhne des Regisseurs Bernhard Sinkel. Mit dem nachfolgenden Album Sprünge bezog er 1986 politisch Stellung. Die Titel Tanzen und Lächeln sind Kommentare zur Lage der Nation. Sie greifen die CDU-FDP-Regierungskoalition und den damaligen Bundeskanzler Helmut Kohl an.
Zusammen mit dem Bandleader von BAP, Wolfgang Niedecken (Text), schrieb Grönemeyer (Musik) das Lied Nackt im Wind, das zusammen mit vielen Rockstars der Zeit aufgenommen wurde. Die sogenannte Band für Afrika folgte damit dem Vorbild von Band Aid (Do They Know It's Christmas) und USA for Africa (We Are The World), mit dem Verkauf der Single Geld für die Notleidenden der Hungersnot in Ostafrika zu sammeln. Bei Nackt im Wind spielten auch folgende deutsche Musikkünstlerinnen und -künstler mit: Alphaville, BAP, Extrabreit, Geier Sturzflug, George Kranz, Gitte Hænning, Hans Hartz, Heinz Rudolf Kunze, Ina Deter, Juliane Werding, Klaus Lage, Marius Müller-Westernhagen, Münchener Freiheit mit Sänger Stefan Zauner, Nena, Peter Maffay, Rheingold, Rodgau Monotones, Spider Murphy Gang, Spliff, Stefan Waggershausen, Trio, Udo Lindenberg, Ulla Meinecke, Nena-Tasteninstrumentler Uwe Fahrenkrog-Petersen an den Keyboards, Wolf Maahn und Richard Wester. Das Lied erreichte Platz 3 der Single-Charts und erspielte so Spenden von etwa 300.000 D-Mark.
Beim Anti-WAAhnsinns-Festival im oberpfälzischen Burglengenfeld spielte Grönemeyer erstmals vor über 100.000 Zuschauern.
1987 beteiligte er sich mit einem Soloauftritt beim Aufru(h)r des Ruhrgebietes im Stahlwerk Rheinhausen mit vielen bekannten Künstlern zur Demo zum Erhalt des Stahlwerkes und für die finanzielle Unterstützung der Arbeiter, was ihm bei der Bevölkerung sehr viel Anerkennung und Beliebtheit einbrachte.
Im Fernsehfilm Sommer in Lesmona, nach der gleichnamigen Novelle von Marga Berck, die unter der Regie von Peter Beauvais unter anderem mit Katja Riemann, Benedict Freitag und Richard Münch verfilmt wurde, trat er schauspielernd in Erscheinung und steuerte den 1988 mit dem Adolf-Grimme-Preis mit Gold ausgezeichneten Soundtrack bei. Zum kommerziellen Erfolg des siebten Studioalbums Ö trugen vor allem die Titel Was soll das, Vollmond, Halt mich und Komet bei. Zur gleichen Zeit wurden Grönemeyers größte Hits auf What’s All This in englischer Sprache veröffentlicht. Das Titellied des Albums kam in Kanada in die Single-Charts. Es folgte eine Tournee durch Kanada.
Das Album 4630 Bochum wurde 1989 auch vom DDR-Plattenlabel AMIGA veröffentlicht. Vorausgegangen waren Verhandlungen über den Titel Jetzt oder Nie und einen weiteren Titel, welche die damalige Staatsführung nicht veröffentlichen wollte.
Nach dem Fall der Berliner Mauer veröffentlichte er die Platte Luxus. Das Konzert am 18. Mai 1991 auf einer Wiese in Ahrensfelde bei Berlin im Rahmen der Tournee besuchten rund 100.000 Menschen. Diesen Zuschauerrekord für einen deutschen Musiker hielt Grönemeyer bis 2022, als Helene Fischer in München vor 130.000 Zuschauern auftrat.
Die englischsprachige Version des Albums Luxus erschien 1991 in Kanada; es beinhaltet auch eine französische Fassung von Marie.

### 1993–2005: Neue Wege mitChaos,Bleibt alles andersundMensch
Im Mai 1993 erschien das neunte Studioalbum Chaos. Es gelangte auf Platz 1 der deutschen Hitparade. Die dazugehörige Tour besuchten in den Folgemonaten weit über 600.000 Menschen.
Der Musiksender MTV lud Grönemeyer als ersten nicht-englischsprachigen Künstler in die Fernsehsendung MTV Unplugged ein. Das Konzert fand am 15. Mai 1994 im Studio Babelsberg statt.
Anfang 1998 zog er gemeinsam mit seiner Familie nach London, wo er bis 2007 den Großteil des Jahres verbrachte. Dort begann seine langjährige Zusammenarbeit mit dem Produzenten Alex Silva. Grönemeyer unterhielt dazu ein eigenes Studio in den Mayfair Studios, wo er weiterhin auch deutschsprachig produzierte.
Am 21. April 1998 veröffentlichte Grönemeyer sein nächstes Album Bleibt alles anders. Zunehmend hielten neben der klassischen Rock-Band-Besetzung bei Grönemeyer elektronisch erzeugte Sounds Einzug in seine Studioarbeit. Das Album erreichte nach weniger als vier Wochen Platin in Deutschland. Den ersten Teil der Tournee erlebten rund 350.000 Besucher.
Nach der Fortsetzung der Bleibt-alles-anders-Tour 1999 spielte Grönemeyer auf der Expo 2000 in Hannover mit dem NDR Pops Orchestra unter der Leitung von Nick Ingman zwei Konzerte, woraus später die Doppel-DVD Stand der Dinge entstand. Mit demselben Arrangement spielte er im gleichen Jahr auch in Berlin vor dem Brandenburger Tor und im sachsen-anhaltischen Landschaftspark Goitzsche.
Im August 2002 erschien sein elftes Studioalbum Mensch. Es wurde noch vor der Veröffentlichung aufgrund der Vorbestellungen mit Platin ausgezeichnet. Letzten Endes erhielt es 21-fach Gold und belegte elf Wochen lang Platz 1 der deutschen Album-Charts. Die Single Mensch war Grönemeyers bis dahin erfolgreichstes Lied, mit dem er erstmals auf Platz 1 der deutschen Single-Charts gelangte.
Ab 2002 tourte Herbert Grönemeyer im Rahmen seiner Alles-Gute-von-gestern-bis-Mensch-Tournee durch Deutschland. Auch in Bochum, der Stadt seiner Jugend, trat und tritt er immer wieder auf, zuletzt mit dem Album Mensch im Ruhrstadion. Eigentlich sollte am 8. Juli 2003 in Montreux das Tournee-Ende stattfinden. Bis dahin sahen 1,5 Millionen Zuschauer die Auftritte. Wegen des großen Erfolges wurde die Tour dann im Juni 2004 mit weiteren acht Terminen fortgesetzt und fand am 8. Januar 2005 im Rahmen der Eröffnungsfeierlichkeiten der Düsseldorfer Arena mit einem dreieinhalbstündigen Konzert nach über zwei Jahren ihren Abschluss.
Die 2003 erschienene Live-DVD schaffte es als erste DVD überhaupt auf Platz 1 der Deutschen Albumcharts.

### 2006–2007: Fußball-WM-Hymne und Album12
Am 19. Mai 2006 erschien Grönemeyers Single Zeit, dass sich was dreht, die offizielle WM-Hymne zur Fußball-Weltmeisterschaft 2006, die er zusammen mit dem aus Mali stammenden Duo Amadou & Mariam sang. Der englische Titel lautet Celebrate the Day, die französische Version heißt Fêtez cette journée. Im Rahmen der WM-Eröffnung in der Allianz Arena München am 9. Juni 2006 stellte Grönemeyer das Lied live vor. Wenige Tage später erreichte die Single die Spitze der Hitparade und wurde zum zweiten Nummer-eins-Hit seiner Karriere.
Am 14. Oktober 2006 unterschrieb Grönemeyer einen Aufnahmeantrag beim VfL Bochum und erhielt die Mitgliedsnummer 4630 als Anspielung auf sein Erfolgsalbum 4630 Bochum.
Die am 20. Februar 2007 veröffentlichte Single Lied 1 – Stück vom Himmel war die erste Auskopplung aus dem Album 12. Sie erreichte am 13. Februar den ersten Platz der Single-Charts und ist Grönemeyers dritter Nummer-eins-Hit. Das am 2. März 2007 veröffentlichte Album erreichte Platz 1 der Weltcharts und hielt sich 71 Wochen in den deutschen Album-Charts, davon 5 Wochen auf Platz 1. 12 war somit das zweiterfolgreichste Album im Jahr 2007 in Deutschland und konnte nur von Nelly Furtados Loose geschlagen werden.
Im Sommer ging Grönemeyer auf Open-Air-Tournee und spielte 23 Stadion-Konzerte in Deutschland, Österreich, Italien, Liechtenstein und der Schweiz. Der Abschluss der Tour fand am 27. Juni 2007 im ausverkauften Stade de Suisse in Bern statt. Im Herbst schlossen sich Konzerte vor kleinem Publikum in exklusiven Häusern an. Dazu spielte Grönemeyer – größtenteils „unplugged“ – beispielsweise in der Dresdner Semperoper, in der Royal Albert Hall in London und in der Heineken Music Hall in Amsterdam.

### 2008–2010: Best-of-AlbumWas muss mussund neue Projekte

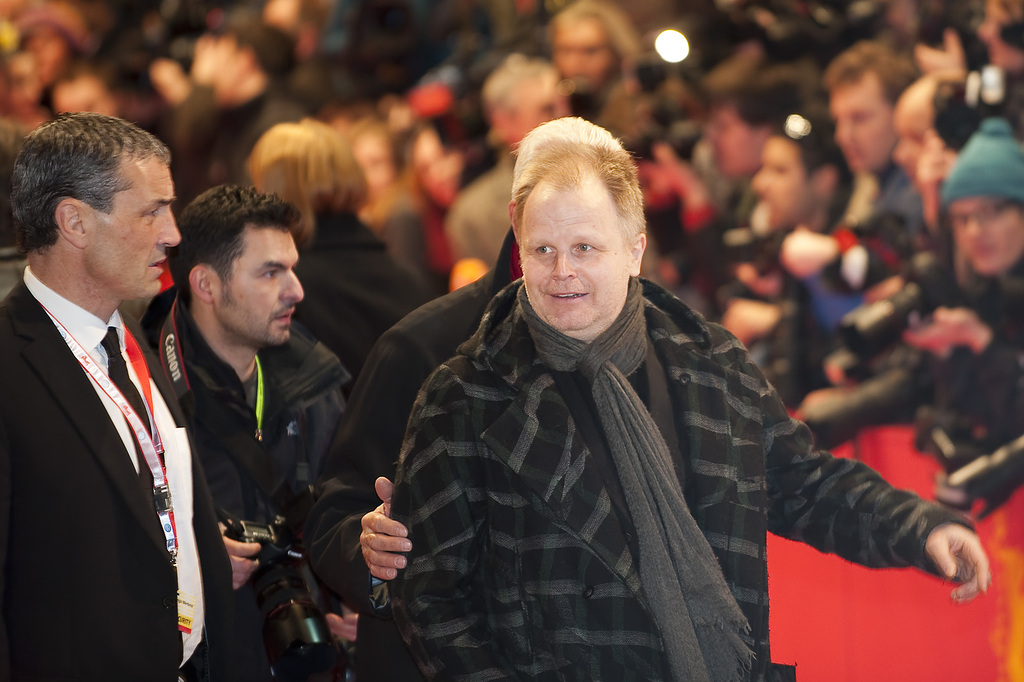
Herbert Grönemeyer auf der Berlinale 2009

Auch im Jahre 2008 führte Grönemeyer die erfolgreiche 12-Tour fort. Zwölf weitere Termine standen auf dem Programm. Zum Tour-Abschluss gab Grönemeyer am 13. September 2008 ein dreieinhalbstündiges Konzert zur Neueröffnung in der Berliner O2 World.
Am 3. Juli 2008 drehte Ulrich Stein für die ARD-Dokumentationsreihe Deutschland, deine Künstler ein Porträt Grönemeyers, nachdem er ihn zuvor auf seiner Tour begleitet hatte.
Am 21. November 2008 erschien das erste „Best-of“-Doppel-Album Was muss muss. Es enthält 33 Songs aus 11 Alben und zusätzlich die Titel Glück und Zeit, dass sich was dreht sowie Will I Ever Learn. Will I Ever Learn ist ein Duett mit Antony Hegarty von Antony and the Johnsons und wurde vorab veröffentlicht als Lena für das Georg-Büchner-Lustspiel Leonce und Lena. Zusätzlich erschien ein 72-seitiges Earbook, das neben dem Doppelalbum auch eine DVD mit Musikvideos, eine 10-Zoll-Remix-Vinyl und eine USB-Card mit Raritäten, Remixen sowie einem Videointerview zu allen Titeln enthält. Die DVD umfasst auch das ursprünglich verworfene, englischsprachige Video Full Moon.
Am 9. Januar 2010 trug Grönemeyer bei der Eröffnungsfeier der RUHR.2010 – Kulturhauptstadt Europas in Essen auf der Zeche Zollverein erstmals seine für dieses Ereignis geschriebene Ruhrgebietshymne Komm zur Ruhr vor.
Grönemeyer komponierte den Soundtrack zu Anton Corbijns Kinofilm The American, eine Hollywood-Produktion mit George Clooney in der Hauptrolle. Der Film kam am 9. September in die Kinos. Einen Tag später erschien die CD mit dem Soundtrack.
Am 29. September 2010 stellte Herbert Grönemeyer in Rostock seine Pläne für seine Open-Air-Tournee 2011 vor, die ihn überwiegend durch Stadien in Deutschland, Österreich und der Schweiz führen wird. Am 7./8. Dezember 2010 gab Grönemeyer drei weitere Pressekonferenzen in Hamburg, Düsseldorf und München. Dabei erläuterte er Näheres zum neuen Album und der anstehenden Stadiontour.

### 2011–2012: Album und TourneeSchiffsverkehr
Am 4. Februar 2011 erschien die Single Schiffsverkehr, Titelsong des am 18. März 2011 veröffentlichten Studioalbums. Die Single erreichte in der ersten Woche bereits die Top 10 der deutschen Charts.
Das in London, Stockholm, Berlin und New York entstandene Album Schiffsverkehr hat Herbert Grönemeyer erneut mit Alex Silva produziert. Für die Abmischung waren unter anderem Michael Ilbert und der New Yorker Michael H. Brauer verantwortlich. Sofort nach Veröffentlichung erlangte es den Gold-Status und erreichte Platz 1 der Album-Charts in Deutschland, Österreich und der Schweiz. Das Album enthält elf Lieder und zusätzlich nach dem letzten Titel So wie ich und einer elfminütigen Pause den „Hidden Track“ November. Laut Grönemeyer ist dieses Album „druckvoller und gitarrenlastiger“ als das vorherige Album.
Am 6. Mai erschien mit Fernweh die zweite Single-Auskopplung. Am 31. Mai startete die Schiffsverkehr-Open-Air-Tour 2011 mit einem Konzert im IGA-Park in Rostock. Es folgten Konzerte in Hamburg, Hannover, Berlin, Gelsenkirchen, Düsseldorf, Kassel, Frankfurt am Main, Köln, Stuttgart, Leipzig, Wien, Klagenfurt, München und Bern. Den Abschluss bildete das Konzert im Bodenseestadion Konstanz am 24. Juni. Grönemeyers Bühne glich einem Segelschiff mit fünf Masten, an denen Bildschirme hingen und wurde von Anton Corbijn entwickelt. Das Konzert am 16. Juni im Leipziger Stadion wurde mitgeschnitten und erschien am 18. November 2011 als Doppel-DVD und Blu-ray Disc. Die Tour wurde von mehr als 550.000 Menschen besucht und zählte insgesamt 16 Konzerte. Grönemeyer spielte bis zu dreieinhalb Stunden. Laut Branchenmagazin Pollstar belegt Grönemeyers Tournee gerade Platz 11 in der Weltrangliste und ist damit aktuell die erfolgreichste deutsche Produktion. Das Magazin bewertet halbjährlich die Tourneen von Künstlern und Bands nach Ticketverkäufen und Einnahmen. 2012 erhielt Herbert Grönemeyer den Echo als Bester Live-Act national für seine Tournee. Er setzte die Tour mit 22 Konzerten in Deutschland, Österreich, Schweiz, Italien, Belgien, Holland und Luxemburg fort. Am 14. Juli 2012 fand das Abschlusskonzert im Rahmen des Montreux Jazz Festivals statt. Bis dahin hatten über 750.000 Zuschauer die Schiffsverkehr-Tournee gesehen.
Der Auftritt auf dem Jazz-Festival wurde am 16. November 2012 als DVD- sowie Blu-ray-Edition unter dem Titel Live at Montreux 2012 veröffentlicht.
2011 war Grönemeyer zudem in der Sesamstraße bei Ernie-&-Bert-Songs zu sehen.

### 2012–2013:I Walkund Jubiläums-Club-Tournee

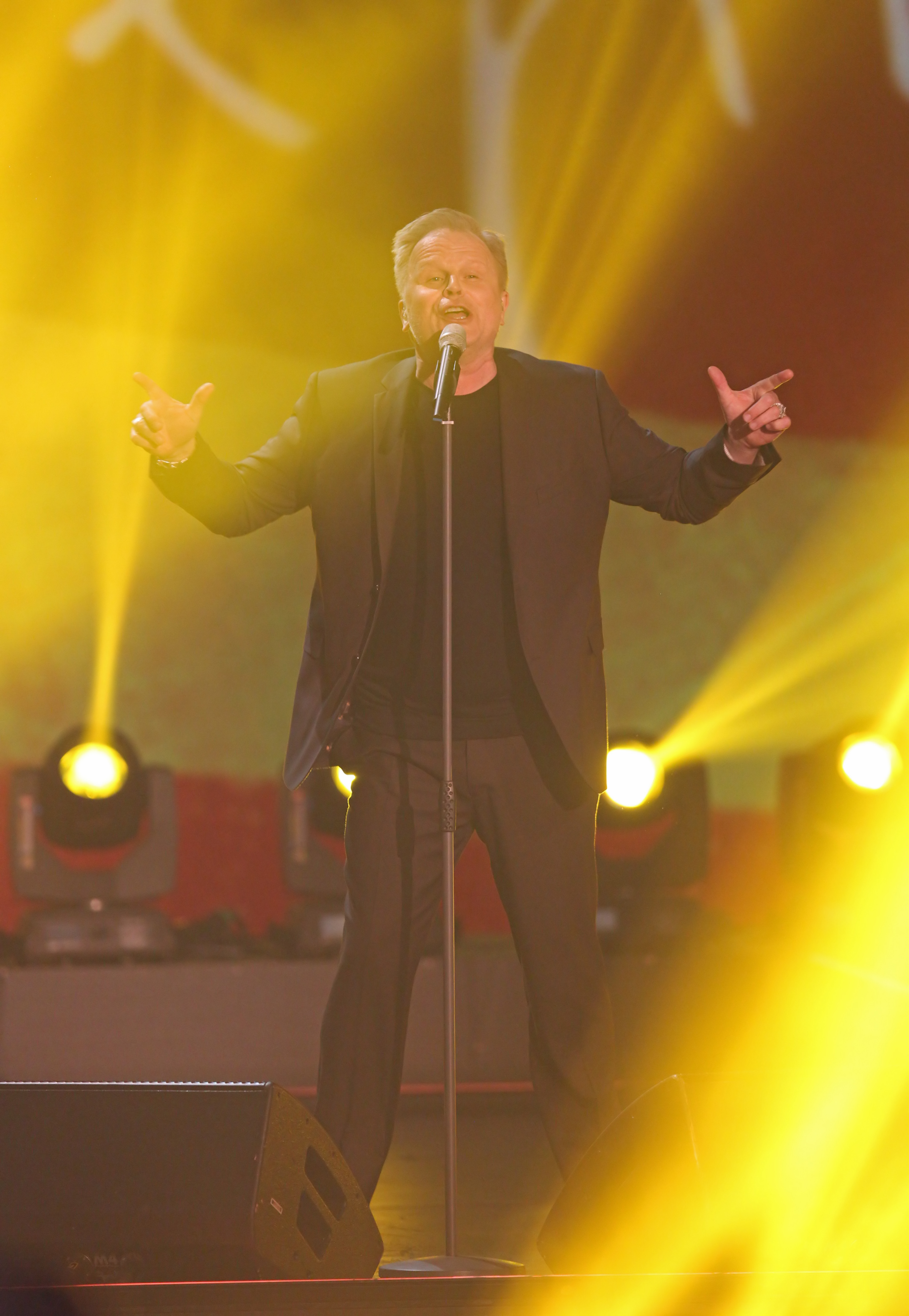
Grönemeyer während der Premiere der Single Morgen aus dem Album Dauernd jetzt bei Wetten, dass..? in Graz am 8. November 2014

Das englischsprachige Album I Walk erschien im Oktober 2012 in Großbritannien und in den Benelux-Ländern. Es entstand in Zusammenarbeit mit internationalen Künstlern wie Anthony Hegarty, dem Waliser Frontmann und Gitarristen der Manic Street Preachers, James Dean Bradfield. Das Werk umfasst zwölf Titel und den Bonustrack Mensch, ein Duett mit dem U2-Frontmann Bono. Die überwiegende Anzahl der Stücke wurde ins Englische übertragen, andere Stücke wie Will I Ever Learn oder Same Old Boys sind bisher nicht deutschsprachig produziert. Das Albumcover stammt von Anton Corbijn, der das Foto schon im Jahr 2010 in Portugal schoss.
Ein Konzert im legendären Londoner Roundhouse fand Ende Oktober statt. Einige Tage später startete Herbert Grönemeyer seine Jubiläums-Club-Tournee Blick zurück – 30 Jahre Halbzeit durch Deutschland, Österreich und die Schweiz, die ihn durch kleinere Hallen und Clubs führte. Grönemeyer spielte hier ausschließlich Songs, die länger nicht mehr live zu hören waren. Für Fans fand eine Abstimmung über die Setlist auf seiner Homepage statt. Am 19. Februar 2013 wurde I Walk auch in den USA veröffentlicht. Konzerte in New York und Chicago folgten Ende Februar, eine ausgedehnte Tournee wurde für den Herbst angekündigt. Die I-Walk-Tour wurde im Herbst 2013 beendet.
Am 11. September 2013 startete seine Nordamerika-Tournee, bei der Grönemeyer sein englisches Album dem US-amerikanischen Publikum präsentierte. Beginnend in Atlanta, führte sie ihn durch zwölf Städte (zehn in den USA, zwei in Kanada). Am 19. September spielte er nach 24 Jahren erneut in Montreal, wo er bereits 1989, damals im Vorprogramm des kanadischen Sängers Tom Cochrane, aufgetreten war.

### 2014–2015:A Most Wanted Manund AlbumDauernd jetzt
Herbert Grönemeyer komponierte den Soundtrack zu Anton Corbijns Kinofilm A Most Wanted Man, einem Agenten-Thriller, der in Hamburg und Berlin gedreht wurde. Grönemeyer ist in einer Nebenrolle zu sehen. Film und Soundtrack erschienen 2014.
Rund dreieinhalb Jahre nach Erscheinen von Schiffsverkehr wurde im November 2014 Grönemeyers 14. Studioalbum Dauernd jetzt vorgestellt. Das Album stieg auf Anhieb auf Platz 1 der Charts in Deutschland, Österreich und der Schweiz ein. Nach einer Woche erlangte es in Deutschland den Gold- und nach einem Monat den Platinstatus. Grönemeyer erhielt im Februar 2015 die Goldene Kamera als Bester Musiker national. Außerdem wurde er für Dauernd jetzt als Bester Künstler national Rock/Pop mit dem Echo geehrt. 2015 und 2016 präsentierte Grönemeyer das Album live auf Konzerttourneen.
Am 22. April 2016 veröffentlichte er mit Felix Jaehn das Lied Jeder für Jeden zur Fußball-Europameisterschaft 2016.

### 2016:Deutschland, deine Künstlerund AlbumLive in Bochum
Am 10. April 2016 drehte Ulrich Stein für die ARD-Dokumentationsreihe Deutschland, deine Künstler erneut ein aktuelles Porträt über Grönemeyer.
Am 25. November 2016 wurde ein Doppel-Live-Album veröffentlicht. Dieses beinhaltet Mitschnitte aus den Konzerten, die Grönemeyer am 19. und 20. Juni 2015 im Bochumer Ruhrstadion gab. Die Doppel-CD beinhaltet auch eine neue Version des Klassikers Bochum, der um eine neue Strophe erweitert wurde. Zur Komposition wurde vorher von der WAZ und Radio Bochum aufgerufen.

### Seit 2018: AlbenTumultundDas ist los
Das 15. Studioalbum Tumult wurde am 9. November 2018 veröffentlicht; vorab erschienen die Singles Sekundenglück am 28. September 2018, Doppelherz / İki Gönlüm (mit BRKN) am 11. Oktober 2018 und Warum am 2. November 2018. 2019 stellte Grönemeyer das Album auf seiner Tumult-Tour in 34 Konzerten 500.000 Besuchern in Deutschland, Österreich, der Schweiz und den Niederlanden vor. Tour-Abschluss war am 12. und 13. Oktober in Basel.
Im November 2022 wurde das Erscheinen von Grönemeyers 16. Studioalbum Das ist los für den 24. März 2023 angekündigt. Der Titel Deine Hand wurde am 18. November 2022 als erste Single des Albums veröffentlicht, am 16. Dezember 2022 folgte Urverlust
und am 10. Februar 2023 Angstfrei. Das Album stieg am 24. März 2023 auf Rang 2 der deutschen Charts ein, auf dem es sich für zwei Wochen hielt. In Österreich erreichte Das ist los Rang 1 der dortigen Albumcharts, in der Schweiz Rang 3.
Im November 2023 brachte das Theater Basel die musikalische Komödie „Pferd frisst Hut“ (Un chapeau de paille d'Italie, dt. Ein Florentinerhut, von Eugène Labiche) in der entstaubten Inszenierung von Herbert Fritsch mit einer neu komponierten Musik von Grönemeyer als Musical auf die Bühne.

„Die Songs haben das Zeug zum Ohrwurm. Die Orchesterpassagen [...] wird man gerne wiederhören. Der Star der Basler Uraufführung ist Herbert Grönemeyer, dem das Publikum und die Schauspieler und Sänger, der Chor und das Orchester unisono eine Ovation bereiteten [...] Sie [die Produktion] zeugt vom Besten und Höchsten, was die orientierungslose Moderne gegenwärtig zu bieten hat: Ein unverwüstlicher Klassiker wird nicht zerstört, sondern mit frischen Tönen und szenischen Ideen in einer neuen Gattung wiederbelebt. Der Tiefgang stellt sich ganz von allein ein. Hut ab.“

## Grönemeyers Band

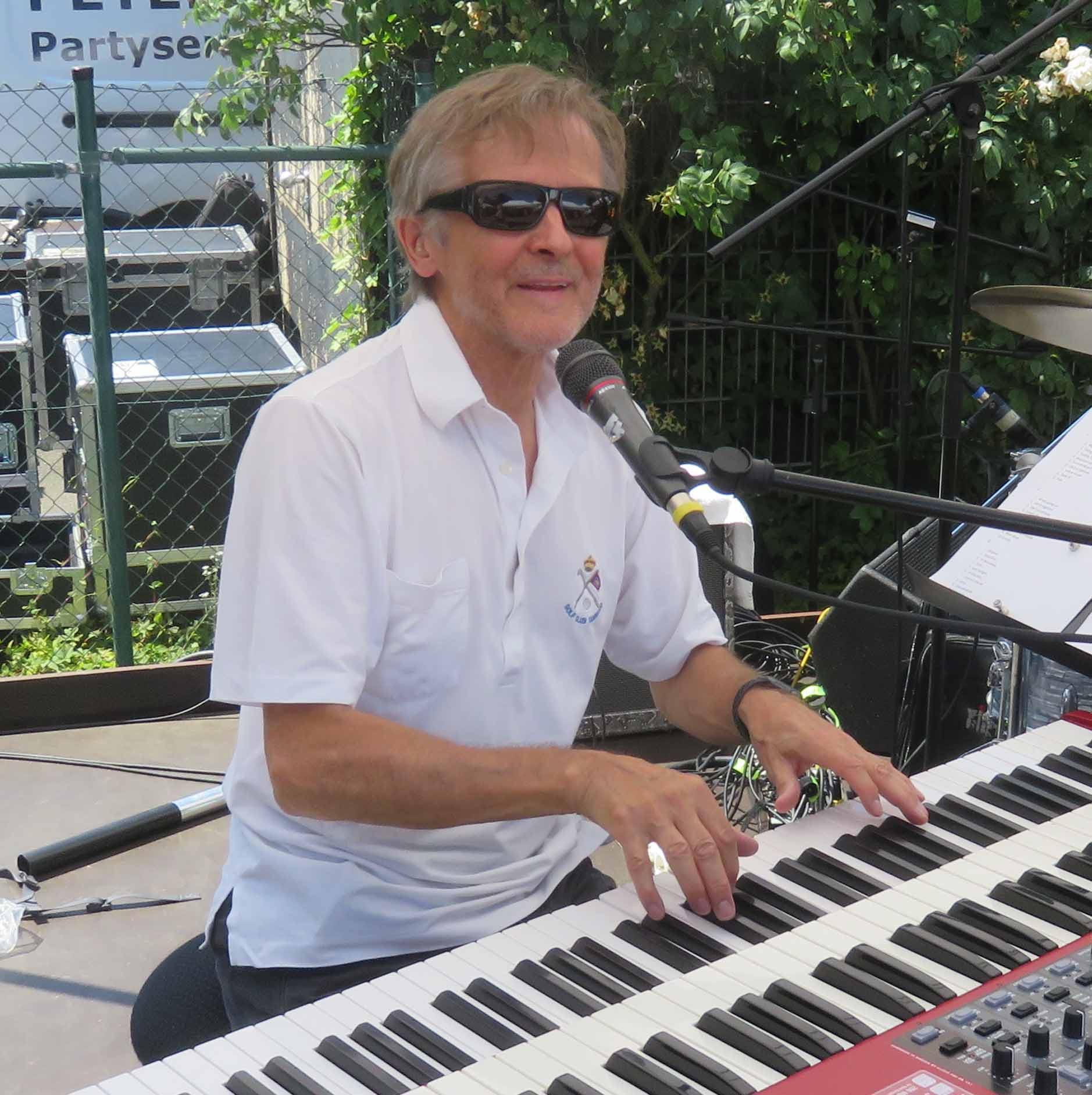
Grönemeyer-Keyboarder Alfred Kritzer aus Mannheim (2019)

Teilweise schon vor dem Durchbruch 1984 dabei, besteht Grönemeyers Band heute aus dem Bassisten Norbert Hamm, dem Schlagzeuger Armin Rühl, den Gitarristen Jakob Hansonis und Stephan Zobeley, dem Jazz-Saxophonisten Frank Kirchner und dem Keyboarder Alfred Kritzer, der auch für zahlreiche Streicher-Arrangements verantwortlich ist. Als Perkussionist tritt Mark Essien auf. Zusätzlich begleitet Rainer Scheithauer seit der Tournee Schiffsverkehr 2011 die Band an den Keyboards.

## LabelGrönland Records
Das Label Grönland wurde 1999 in Verbindung mit dem 8-CD-Box-Set Pop 2000 gegründet, das in einem Projekt von Grönemeyer zusammen mit der gleichnamigen Fernsehreihe entstand. Grönemeyer leitete das Label bis Ende 2008 gemeinsam mit René Renner. Seit 2009 ist das Label komplett in Berlin ansässig und wird von Labelmanagerin Mareike Hettler betreut.
Grönemeyer selbst veröffentlicht seine Alben seit seinem Album Tumult (2018) nicht mehr auf dem von ihm mitbegründeten Label Grönland, sondern auf dem Universal-Music-Group-Label Vertigo Records.
Zu den aktuellen und ehemaligen Grönland-Künstlern zählen AK4711, Boy, Dextro, Gloria, Kira, William Fitzsimmons, Niels Frevert, Lockdown Project, Merz, Neu!, Petra Jean Phillipson, Psapp, Philipp Poisel, Philipp Dittberner, Roedelius, Sol Seppy und The Earlies.

## Soziales und politisches Engagement
1985 initiierte Grönemeyer das Projekt Band für Afrika. Dabei handelte es sich, ähnlich wie bei Band Aid, um ein Gemeinschaftsprojekt verschiedener Künstler mit dem Ziel, Spendengelder für Projekte in Afrika zu sammeln. Die Single Nackt im Wind erreichte 1985 Platz 3 der deutschen Hitparade. Um dem Zweck der Platte zu dienen, verzichteten alle Beteiligten auf ihre Gagen und Tantiemen. Die Initiatoren gingen sogar noch einen Schritt weiter, indem sie durch einen besonderen Aufdruck auf der Schallplattenhülle auch den Handel in die Pflicht nahmen: „Die Künstler legen Wert auf die Feststellung, daß wirklich niemand außer den Spendenempfängern an dieser Schallplatte profitiert. Komponist, Texter, Musiker, Produzent, Schallplattenfirma und Verlag verzichten auf jeglichen Verdienst und führen mindestens 2,00 DM pro Single (plus nachträglich anfallende GEMA-Lizenzen) als Spende auf die o.a. Konten ab. Der Schallplattenhandel wird gebeten, diesem Beispiel zu folgen.“
1985 trat Grönemeyer beim ersten großen von Rosa von Praunheim organisierten AIDS-Benefiz in Berlin auf.
1986 nahm Grönemeyer an der Single Tschernobyl (Das letzte Signal) teil, die Wolf Maahn nach dem GAU im ukrainischen Atomkraftwerk Tschernobyl komponiert hatte. Das Lied wurde beim Anti-WAAhnsinns-Festival live aufgeführt.

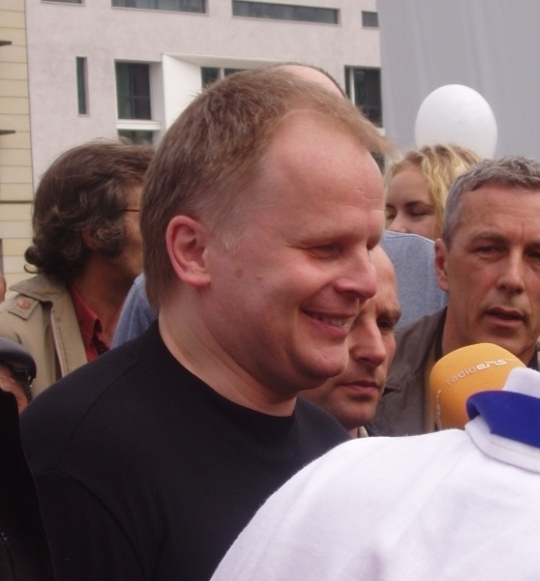
Grönemeyer beim 1. White Band Day in Berlin (2005)

Seit 2005 ist Grönemeyer gemeinsam mit dem Dachverband der entwicklungspolitischen Nichtregierungsorganisationen (VENRO) Träger der Kampagne Deine Stimme gegen Armut. Die Aktion erinnert die Bundesregierung daran, dass sich Deutschland wie alle anderen Mitgliedsstaaten der Vereinten Nationen verpflichtet hat, die Millenniumsziele, darunter die Halbierung der extremen Armut bis zum Jahr 2015 umzusetzen. Das Projekt ist die deutsche Variante von Bob Geldofs Initiative Make Poverty History in Großbritannien. Beide sind Teil des weltweiten Netzwerks Global Call to Action against Poverty (GCAP).
Am 2. Juli 2005, dem sogenannten White Band Day, trat er in Berlin mit deutschen und internationalen Künstlern auf, zusammen mit bekannten Stars auf den gleichzeitig laufenden Live-8-Konzerten rund um die Welt.
Am 7. Juni 2007 trat Grönemeyer auf dem von ihm initiierten Rostocker Musikfestival Music & Messages auf, das parallel zum 33. G8-Gipfel-Treffen in Heiligendamm stattfand.
Am 6. Juni 2009 gab Grönemeyer mit seiner Band und den Bochumer Symphonikern unter Leitung des Generalmusikdirektors Steven Sloane ein fast dreistündiges Benefiz-Konzert im Ruhrstadion. Es brachte mehr als 600.000 Euro ein, die dem 2016 eröffneten Musikzentrum Bochum zugutekamen.
Am 26. Januar 2015 spielte Grönemeyer vor der Dresdner Frauenkirche bei dem Musikfestival Offen und bunt – Dresden für alle! Hier warben Künstler und Bands wie Wolfgang Niedecken, Jupiter Jones, Silly, Adel Tawil u. a. gegen Fremdenfeindlichkeit und für ein weltoffenes Dresden.
Seit 2015 setzt sich Grönemeyer gemeinsam mit Greenpeace für den Schutz der Arktis und der Weltmeere ein.
Seit September 2017 ist Grönemeyer Botschafter des Afghanischen Frauenvereins e. V. Er ist damit der Nachfolger des 2016 verstorbenen Publizisten und Moderators Roger Willemsen.
Am 24. August 2018 trat Grönemeyer beim Festival Jamel rockt den Förster, einer Veranstaltung für Demokratie und Toleranz in Mecklenburg-Vorpommern auf. Am 13. Oktober 2018 trat er bei der 240.000 Teilnehmer umfassenden #unteilbar-Demonstration für Solidarität und gegen Ausgrenzung in Berlin auf.
Im September 2019 forderte Grönemeyer bei einem Konzert in Wien, „keinen Millimeter nach rechts“ zu rücken. In einem Video ergänzte er: „Wenn Politiker schwächeln, dann liegt es an uns, zu diktieren, wie ’ne Gesellschaft auszusehen hat“. Grönemeyer erhielt dafür vielfältige Unterstützung, unter anderem vom Außenminister Heiko Maas. Von der extremen Rechten wurde dagegen kritisiert, Grönemeyers Stil und Tonfall seien mit nationalsozialistischer Propaganda von Propagandaminister Joseph Goebbels vergleichbar.
Am 26. März 2020 veröffentlichte Grönemeyer den Song Helden dieser Zeiten. Das Lied sollte ein musikalischer Gruß und ein Dank an die „Helden der Corona-Krise“ sein. Angesichts der zweiten Welle der Pandemie im Herbst 2020 und der damit verbundenen neuerlichen Schließung von Konzertstätten, Theatern, Museen und Ausstellungsräumen mit existenzbedrohenden Folgen für Künstlerinnen und Künstler aller Sparten sowie die ihnen Zuarbeitenden („Techniker, Bühnenbauer, Beleuchter, Trucker, Busfahrer, Caterer, Roadies, Aufbauhelfer, Toningenieure, Clubbesitzer, Veranstalter, Securities und viele weitere, ohne die alle Künstler hilf- und glanzlos sind“) plädierte Grönemeyer am 5. November 2020 in der Zeit für eine „Solidaritätssonderzahlung der Vermögendsten“. Es gebe in Deutschland rund 1,8 Millionen Millionäre. „Wenn sich die Wohlhabendsten bereit erklären würden zu einer zweimaligen Sonderzahlung von zum Beispiel 50.000 bis 150.000 Euro, jeweils in diesem wie auch im nächsten Jahr, stünden ad hoc circa 200 Milliarden Euro pro Jahr zur Verfügung, um Existenzen zu sichern, Pleiten aufzufangen und Ängste zu mildern.“
Grönemeyer unterstützt die Klimaschutz-Bewegung Fridays for Future und trat bei einer Demo im September 2023 auf.

## Diskografie
Studioalben
| Jahr | Titel Musiklabel                                                      | Höchstplatzierung, Gesamtwochen, AuszeichnungChartplatzierungen (Jahr, Titel, Musiklabel, Platzierungen, Wochen, Auszeichnungen, Anmerkungen) | Höchstplatzierung, Gesamtwochen, AuszeichnungChartplatzierungen (Jahr, Titel, Musiklabel, Platzierungen, Wochen, Auszeichnungen, Anmerkungen) | Höchstplatzierung, Gesamtwochen, AuszeichnungChartplatzierungen (Jahr, Titel, Musiklabel, Platzierungen, Wochen, Auszeichnungen, Anmerkungen) | Anmerkungen |
| Jahr | Titel Musiklabel                                                      | DE | AT | CH | Anmerkungen |
| ---- | --------------------------------------------------------------------- | --- | --- | --- | --- |
| 1979 | Grönemeyer Intercord (IRS)                                            | — | — | — | Erstveröffentlichung: 1979                                                                                          |
| 1980 | Zwo Intercord (IRS)                                                   | — | — | — | Erstveröffentlichung: 1980                                                                                          |
| 1982 | Total egal Intercord (IRS)                                            | — | — | — | Erstveröffentlichung: 1982                                                                                          |
| 1983 | Gemischte Gefühle Intercord (IRS)                                     | DE43 Gold · (12 Wo.)DE | — | — | Erstveröffentlichung: 1983 Verkäufe: + 250.000                                                                      |
| 1984 | 4630 Bochum Electrola (EMI)                                           | DE1 ×11Elffachgold · (147 Wo.)DE | AT7 ×2Doppelplatin · (24 Wo.)AT | CH12 Platin · (13 Wo.)CH | Erstveröffentlichung: 11. Mai 1984 Verkäufe: + 2.900.000                                                            |
| 1986 | Sprünge Electrola (EMI)                                               | DE1 ×2Doppelplatin · (42 Wo.)DE | AT1 Platin · (40 Wo.)AT | CH1 Gold · (22 Wo.)CH | Erstveröffentlichung: 30. April 1986 Verkäufe: + 1.075.000                                                          |
| 1988 | Ö auch bekannt als: What’s All This Capitol Records • Electrola (EMI) | DE1 ×7Siebenfachgold · (85 Wo.)DE | AT1 ×2Doppelplatin · (78 Wo.)AT | CH1 Platin · (29 Wo.)CH | Erstveröffentlichung: 30. März 1988 (DE-Version) Erstveröffentlichung: 1988 (EN-Version) Verkäufe: + 1.900.000      |
| 1990 | Luxus Capitol Records • Electrola (EMI)                               | DE1 ×2Doppelplatin · (55 Wo.)DE | AT1 Platin · (20 Wo.)AT | CH6 Gold · (18 Wo.)CH | Erstveröffentlichung: 17. September 1990 (DE-Version) Erstveröffentlichung: 1991 (EN-Version) Verkäufe: + 1.075.000 |
| 1993 | Chaos Electrola (EMI)                                                 | DE1 ×3Dreifachgold · (49 Wo.)DE | AT2 Gold · (17 Wo.)AT | CH8 (10 Wo.)CH | Erstveröffentlichung: 24. Mai 1993 (DE-Version) Erstveröffentlichung: 1995 (EN-Version) Verkäufe: + 775.000         |
| 1998 | Bleibt alles anders Grönland Records (EMI)                            | DE1 ×3Dreifachgold · (55 Wo.)DE | AT1 Platin · (16 Wo.)AT | CH3 Platin · (20 Wo.)CH | Erstveröffentlichung: 17. April 1998 Verkäufe: + 850.000                                                            |
| 2002 | Mensch Grönland Records (EMI)                                         | DE1 ×2121-fach-Gold · (96 Wo.)DE | AT1 ×8Achtfachplatin · (83 Wo.)AT | CH1 ×5Fünffachplatin · (76 Wo.)CH | Erstveröffentlichung: 30. August 2002 Verkäufe: + 3.620.000                                                         |
| 2007 | 12 Grönland Records (EMI)                                             | DE1 ×4Vierfachplatin · (71 Wo.)DE | AT1 ×3Dreifachplatin · (28 Wo.)AT | CH1 ×3Dreifachplatin · (27 Wo.)CH | Erstveröffentlichung: 2. März 2007 Verkäufe: + 1.000.000                                                            |
| 2011 | Schiffsverkehr Grönland Records (EMI)                                 | DE1 ×2Doppelplatin · (49 Wo.)DE | AT1 Platin · (20 Wo.)AT | CH1 Gold · (23 Wo.)CH | Erstveröffentlichung: 18. März 2011 Verkäufe: + 435.000                                                             |
| 2012 | I Walk Grönland Records (RTD)                                         | DE18 (3 Wo.)DE | AT19 (3 Wo.)AT | CH48 (1 Wo.)CH | Erstveröffentlichung: 19. Oktober 2012                                                                              |
| 2014 | Dauernd jetzt Grönland Records (UMG)                                  | DE1 ×5Fünffachgold · (58 Wo.)DE | AT1 ×2Doppelplatin · (30 Wo.)AT | CH1 Platin · (30 Wo.)CH | Erstveröffentlichung: 21. November 2014 Verkäufe: + 550.000                                                         |
| 2018 | Tumult Vertigo Records (UMG)                                          | DE1 ×2Doppelplatin · (55 Wo.)DE | AT1 Platin · (28 Wo.)AT | CH2 Gold · (27 Wo.)CH | Erstveröffentlichung: 9. November 2018 Verkäufe: + 425.000                                                          |
| 2023 | Das ist los Vertigo Records (UMG)                                     | DE2 Gold · (28 Wo.)DE | AT1 (11 Wo.)AT | CH3 (14 Wo.)CH | Erstveröffentlichung: 24. März 2023 Verkäufe: + 100.000                                                             |

grau schraffiert: keine Chartdaten aus diesem Jahr verfügbar

## Filmografie (Auswahl)
Spielfilme
- 1977: Die Geisel – Regie: Peter Zadek
- 1978: Von Tag zu Tag – Regie: Ulrich Stein
- 1978: Uns reicht das nicht – Regie: Jürgen Flimm
- 1979: Zuhaus unter Fremden
- 1981: Das Boot
- 1982: Doktor Faustus – Regie: Franz Seitz
- 1982: Frühlingssinfonie
- 1984: Die ewigen Gefühle – Regie: Peter Beauvais
- 1985: Väter und Söhne
- 2007: Control
- 2014: A Most Wanted Man

Dokumentarfilme
- 2007: Unterwegs – Die Herbert Grönemeyer Tour 2007, DVD (Regie: Ulrich Stein)
- 2008/2016: Deutschland, deine Künstler: Herbert Grönemeyer, ARD (Regie: Ulrich Stein)

## Weitere Projekte
- 1985: Verworrene Bilanzen (Filmmusik) – Regie: Peter Beauvais[56]
- 1986: Sommer in Lesmona (Filmmusik) – Regie: Peter Beauvais
- 1991: The Herbalist – Vertonung von Edgar Allan Poes Kurzgeschichte The Fall Of House Usher durch Peter Hammill
- 1999: Platonische Liebe (Filmmusik) – Regie: Philipp Kadelbach[57]
- 2003: Leonce und Lena von Georg Büchner – Bühnenmusik zur Inszenierung von Robert Wilson am Berliner Ensemble
- 2010: The American – Filmmusik für einen US-amerikanischen Spielfilm von Regisseur Anton Corbijn mit George Clooney
- 2014: A Most Wanted Man – Filmmusik für einen britischen Spionage-Thriller von Anton Corbijn mit Philip Seymour Hoffman
- 2015: Faust I und II von Goethe – Bühnenmusik zur Inszenierung von Robert Wilson am Berliner Ensemble

## Auszeichnungen
| 1 Live Krone 2000: Lebenswerk 2002: Bestes Album (Mensch) 2003: Bester Künstler Amadeus Austrian Music Award 2004: Musik-DVD des Jahres (Mensch Live) 2008: Musik-DVD des Jahres (12 Live) 2008: Bestes Album International (12) Comet 2002: Bestes Album (Mensch) 2003: Künstler National 2003: Bester Liveact 2008: „Star der Stars“ Echo Pop 1992: Künstler des Jahres national 1994: Künstler des Jahres national 2001: Musik-Home-Video-DVD-Produktion des Jahres national/international (Stand der Dinge) 2002: Musik-Home-Video-DVD (Stand der Dinge) 2003: Künstler des Jahres national (Mensch) 2003: Rock-Pop-Single des Jahres national (Mensch) 2004: Musik-DVD-Produktion national/international (Mensch Live) 2008: Künstler des Jahres (national) (12) 2008: Album des Jahres (national oder international) (12) 2012: Live-Act des Jahres 2015: Künstler national Rock/Pop (Dauernd Jetzt) | Goldene Kamera 1999: Deutsche Rockmusik 2015: Beste Musik National Weitere Auszeichnungen 1979: Goldene Zitrone für das schlechteste Albumcover (Grönemeyer) 1988: Adolf-Grimme-Preis mit Gold für Sommer in Lesmona (zusammen mit Reinhard Baumgart, Peter Beauvais und Katja Riemann) 2003: DIVA-Award – Artistic Achievement Award 2003: World Music Award – Best German Pop/Rock Artist 2005: European Hero (Time) – Engagement gegen Armut auf der Welt 2005: Special Jubilee Award – Baloise Session Award 2007: Platz 1 bei der Wahl zum Besten Musiker in der ZDF-Sendung Unsere Besten zum Thema „Musikstars aller Zeiten“ 2011: Deutschen Radiopreis – Sonderpreis 2024: Polyton – Text (Zeit, dass sich was dreht) |